# Lymantria obfuscata
Lymantria obfuscata är en fjärilsart som beskrevs av Walker 1865. Lymantria obfuscata ingår i släktet Lymantria och familjen tofsspinnare. Inga underarter finns listade i Catalogue of Life.